# Les Basses (Castellterçol)
Les Basses és una masia del terme municipal de Castellterçol, al Moianès.
Està situada en el sector nord-est del terme, ran mateix del termenal amb Castellcir i també a prop del límit amb Moià. És a la dreta del Torrent Mal, a llevant de la Fàbrega i al nord-est de les Canals.